# Jacques Villeneuve (pilota 1953)
Jacques-Joseph Serge Villeneuve detto Jacques Villeneuve senior (Berthierville, 4 novembre 1953) è un ex pilota automobilistico canadese.
Secondogenito di Seville Villeneuve (1926-1987) e di Georgette Coupal (1925-2008), è fratello di Gilles e zio del campione del mondo di Formula 1 nel 1997, Jacques Villeneuve.

## Carriera
Fa il suo esordio nelle corse nella Formula Ford, poi passa alla Formula Atlantic nel 1979 (Rookie of the Year). Nel 1980, con 4 vittorie si aggiudicherà la serie. L'anno seguente farà il bis ed esordirà nel mondiale di Formula 1. Ingaggiato dall'Arrows per il Gran premio di casa non sarà in grado di qualificarsi. Stessa sorte anche nell'ultimo gran premio della stagione, quello a Las Vegas.
Nel 1982 corre nella CanAm, conquistando il titolo l'anno seguente con tre vittorie nei gran premi. Nel 1983 tenterà, sempre in Canada, al volante di una RAM, di qualificarsi in un Gran Premio di Formula 1, ma senza successo.
Nel 1984 corre nella Formula CART, conquistando una vittoria nel 1985 ad Elkhart Lake. Nel 1987 tenta di qualificarsi nel Gran Premio del Belgio di Formula 3000 ma senza riuscirci. Proseguirà nella sua carriera nella CART fino al 1992.

## Risultati in Formula 1
| 1981 | Scuderia | Vettura   |  |  |  |  |  |  |  |  |  |  |  |  |  |    |    |  |  | Punti | Pos. |
| ---- | -------- | --------- |  |  |  |  |  |  |  |  |  |  |  |  |  | -- | -- |  |  | ----- | ---- |
| 1981 | Arrows   | Arrows A3 |  |  |  |  |  |  |  |  |  |  |  |  |  | NQ | NQ |  |  | 0     |      |

| 1983 | Scuderia | Vettura |  |  |  |  |  |  |  |    |  |  |  |  |  |  |  |  |  | Punti | Pos. |
| ---- | -------- | ------- |  |  |  |  |  |  |  | -- |  |  |  |  |  |  |  |  |  | ----- | ---- |
| 1983 | RAM      | 01      |  |  |  |  |  |  |  | NQ |  |  |  |  |  |  |  |  |  | 0     |      |

| Legenda | 1º posto     | 2º posto | 3º posto    | A punti         | Senza punti/Non class.  | Grassetto – Pole position Corsivo – Giro più veloce |
| Legenda | Squalificato | Ritirato | Non partito | Non qualificato | Solo prove/Terzo pilota | Grassetto – Pole position Corsivo – Giro più veloce |